# Malaconothrus hexasetosus
Malaconothrus hexasetosus är en kvalsterart som beskrevs av Hammer 1971. Malaconothrus hexasetosus ingår i släktet Malaconothrus och familjen Malaconothridae. Inga underarter finns listade i Catalogue of Life.